# Liptako-Gourma
 (janvier 2021).
Le Liptako-Gourma est une région historique transfrontalière de l’Afrique de l'Ouest et du Sahel, partagée entre le Burkina Faso, le Mali et le Niger. 

## Histoire
En 1970 est créée l'Autorité du Liptako-Gourma, qui a pour mission de développer les ressources de la région commune aux trois États du Sahel. Elle est dotée à partir de 2015 d'une défense dont le but est la sécurité et le développement du Liptako-Gourma, et afin de lutter par une force commune aux trois pays au terrorisme régional.
En 2023, à la suite du coup d'État du Niger, le Burkina Faso, le Mali et le Niger forment l'Alliance des États du Sahel à la suite de la signature d'un pacte de défense appelé « Charte du Liptako-Gourma ».

## Géologie

### Géologie du Liptako
Dans cette localité les couches géologiques sont caractérisées par une alternance bien marquée entre les ceintures des roches vertes et les plutons granitoïdes. Le couvert est « essentiellement constitué d’un vaste plateau latéritique de savane ouest-africaine d’une altitude comprise entre 198 et 305 mètres. »

#### Région de Niamey
Le Niamey, une partie du Liptako est une région du fleuve où les formations géologiques sont paradoxales à l'échelle régionale. Cette différence de formation est marquée par l'existence ou non du socle entre les différences parties de la région (par exemple : le site Tondibia et le site Ganguel).

#### Site de Tondibia
Le site de Tondibia est situé sur la rive gauche du fleuve Niger. Cette partie du fleuve marquée par inexistence du socle et une formation sédimentaire caractérisée par une alternance des bancs du grès quartzitique et fines couches d'argiles blanches déposées horizontalement avec une terminaison en biseau. Le contexte de formation des couches et la présence des rides sur certains bancs montrent que le domaine de cette formation géologique est un domaine océanique. Cette formation a été affectée par une déformation panafricaine marquée par des fractures, des failles et des décrochements.

#### Site de Ganguel
Le site de Ganguel est situé sur la rive droite du fleuve Niger marqué par une existence du socle. La formation de cette partie du fleuve est une formation sédimentaire caractérisée le dépôt vertical des schistes birimièns du liptako et les formations conglomératiques qui se sont déposées sur les schistes birimièns avec une discordance angulaire.

## Population
Le nombre de personnes en situation d'insécurité alimentaire a augmenté de 60 % entre 2015 et 2018. La sécheresse frappe régulièrement la région.
D'après une étude des Nations unies parue en 2019 : « Le changement climatique entraîne une plus grande variabilité des précipitations ainsi que des déficits pluviométriques prolongés, provoquant un tarissement des eaux de surface, un épuisement des nappes phréatiques et une réduction du niveau des crues, dans un contexte où les systèmes d’irrigation sont peu développés. Conjuguée à la déforestation et à des pratiques d’agriculture et d’élevage non durables, la sécheresse accentue la dégradation des terres et la désertification. Ces phénomènes ont de lourdes conséquences sur les moyens de subsistance ».
En juin 2021, la Banque mondiale annonce l'organisation d'un projet de 352,5 millions de dollars visant à soutenir la population locale, en proie à une « profonde crise humanitaire » et à des « déplacements forcés provoqués par l’accroissement de la violence […] exacerbés par le changement climatique et la pandémie de COVID-19 ». Les investissements touchent prioritairement les équipements de santé et s'appuie sur l'Association internationale de développement.